# 望月川西座
望月川西座（もちづきかわにしざ）は、長野県北佐久郡望月町（現・佐久市）にあった劇場・映画館。単に川西座と表記することもある。1907年に開館して1999年に閉館した。長野県の郡部で営業していた最後の映画館だった。閉館時の座席数は216席。

## 歴史

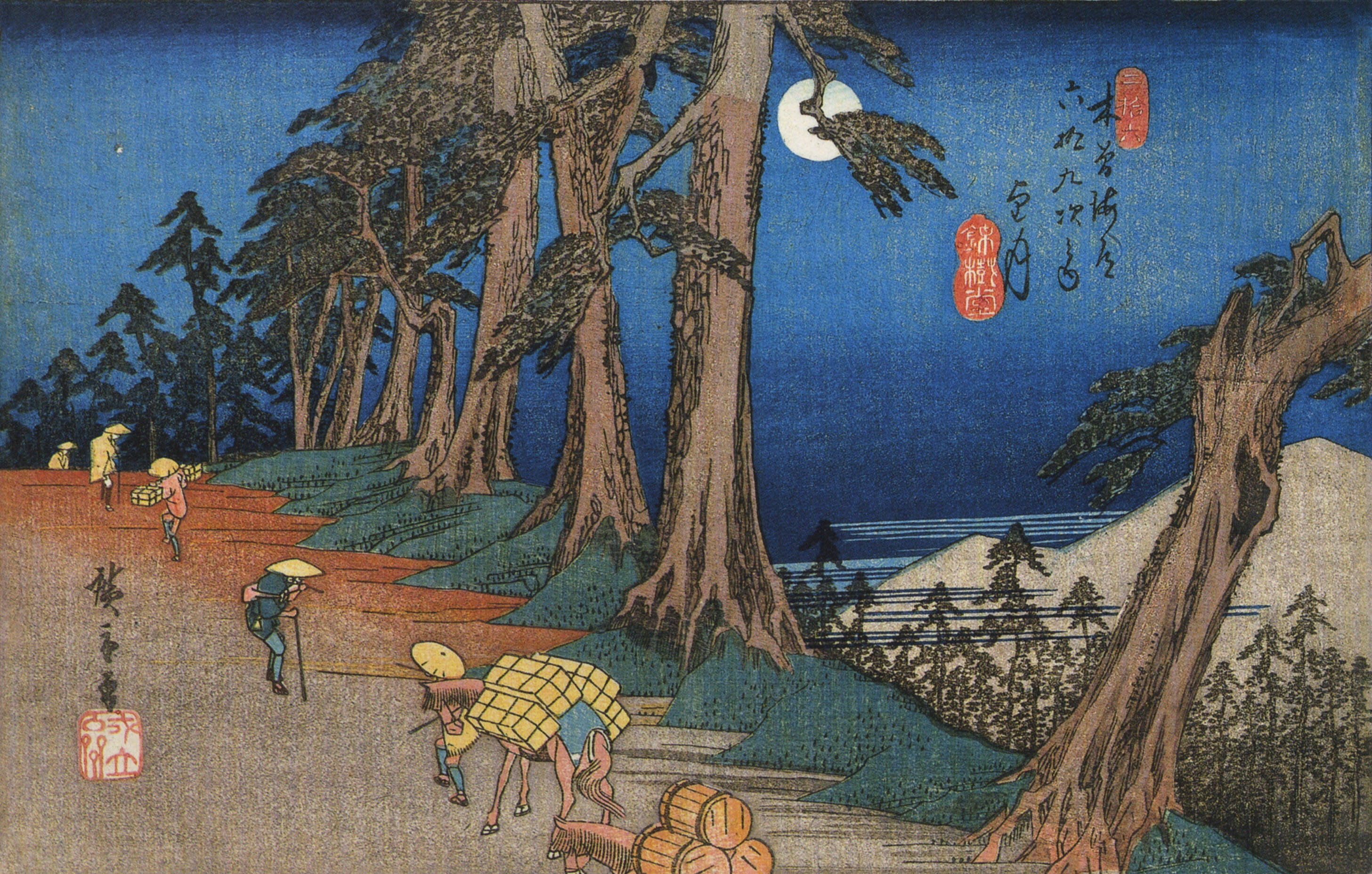
歌川広重「木曽街道六十九次・望月」

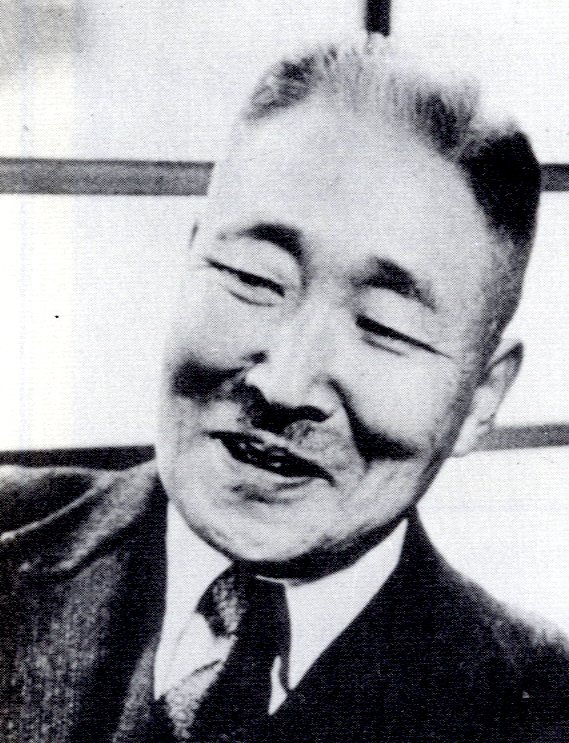
『望月小唄』を作曲した中山晋平

江戸時代に中山道の望月宿として栄えた北佐久郡望月町では、大正期に養蚕業や薬用人参の栽培が盛んとなり、現金収入を得られるこれらの産業で望月町は活気に満ちていた。川西座は1907年（明治40年）3月に上棟式を行い、芝居小屋として開館した。当初の川西座は畳敷きであり、農閑期に役者や浪曲師が巡業すると近隣地域から観客が集まった。川西座付近には芸者置屋・呉服屋・料理屋・小間物屋・金物店などが集まり、定期的に夜店が開催されていた。1928年（昭和3年）5月には中山晋平が作曲した『望月小唄』が川西座で初披露されている。
| 映画最盛期の北佐久郡の映画館 | 映画最盛期の北佐久郡の映画館 | 映画最盛期の北佐久郡の映画館 | 映画最盛期の北佐久郡の映画館 |
| 1953年                       | 1953年                       | 1960年                       | 1960年                       |
| 館名                         | 自治体                       | 館名                         | 自治体                       |
| ---------------------------- | ---------------------------- | ---------------------------- | ---------------------------- |
| 小諸キネマ                   | 小諸町                       | 小諸キネマ                   | 小諸市                       |
| 小諸中央映画劇場             | 小諸町                       | 中央映画劇場                 | 小諸市                       |
| 軽井沢会館                   | 軽井沢町                     | 軽井沢映画劇場               | 軽井沢町                     |
| 沓掛文化会館                 | 軽井沢町                     | 沓掛文化会館                 | 軽井沢町                     |
| 御代田劇場                   | 御代田村                     | 御代田劇場                   | 御代田町                     |
| 川西座                       | 本牧村                       | 川西座                       | 望月町                       |
| 岩村田劇場                   | 岩村田町                     | 岩村田劇場                   | 浅間町                       |
| 岩村田キネマ                 | 岩村田町                     | ロマンス座                   | 浅間町                       |
| 蓼科劇場                     | 三都和村                     |                              |                              |

1953年（昭和28年）の長野県には80館の映画館があり、北佐久郡には川西座を含めて9館があった。1958年（昭和33年）には建物を増築しており、この記念に配給会社から石原裕次郎の写真が贈られた。全国の映画館数がピークを迎えたのは1960年（昭和35年）である。この年の長野県には121館の映画館があり、北佐久郡には川西座を含めて6館があった。川西座は木造2階建であり、座席数は500席、松竹・東宝・日活の作品を上映した。
やがて経営面が理由で成人映画館に転換。1998年（平成10年）9月にはカンヌ国際映画祭でパルム・ドールを受賞した『うなぎ』（今村昌平監督）と『プライド・運命の瞬間』（伊藤俊也監督）を2本立てで上映したが、客足が伸び悩んだことから上映予定を早めに切り上げ、成人映画の上映に戻った。
施設が老朽化していた上に1999年（平成11年）7月の大雨で雨漏りが深刻な状況となり、通常の興行を9月1日いっぱいで取りやめた。9月23日から10月3日には常連客などが主催するお別れ興行が催され、降旗康男監督・高倉健主演の『鉄道員』と、小津安二郎監督の『秋日和』が上映された。最終日の10月3日には上映終了後に川西座について語る会が催されている。望月川西座は長野県の郡部で営業していた最後の映画館だった。解体後、跡地は望月商工会の専用駐車場となっており、『望月小唄発祥の地』と書かれた看板も設置されている。

## 特色
開館当初の客席はすべて畳敷きであり、両側には花道が付けられていた。秋から冬を経て春までは、客席の脇にある石油ストーブが焚かれた。2階には映画全盛期そのままの畳敷き席があるが、晩年には使用していなかった。年中無休であり、定休日は年末の4日間だけだった。閉館時の座席数は216席。